# 107 mm fältkanon modell 1910
107 mm fältkanon modell 1910, var en rysk fältkanon i 107 millimeter kaliber, konstruerad 1910.
Sedan arbetet med 76 mm fältkanon modell 00/02 påbörjades började Putilovarsenalen i Sankt Petersburg att planera för vilka andra typer av artilleripjäser som Ryssland kunde tänkas behöva. Man ville ha en tyngre pjäs av lite tyngre konstruktion att ersätta vad som nu var en blandning av diverse nyare och äldre pjäser. Resultatet blev en modern och välbalanserad pjäs i avvägningen mellan vikt, granatstorlek och räckvidd. Putilovarsenalen och Ryska staten saknade dock resurser att inleda en storskalig produktion. Med stöd av franska finansiärer, främst Schneider & Cie som snart gick in och tog över Putilovarsenalen, kunde dock produktionen komma i gång. Vid utbrottet av första världskriget hade man dock ännu inte kommit i närheten av att fullt ut utrusta sina förband med pjäsen. Först 1917 var produktionen så stor att man kunde täcka arméns behov, och den kom att bli en av de viktigare pjäserna inom den nybildade Sovjetiska armén. 1930 var den en av många pjäser som valdes ut i ett försök att modernisera pjäsbeståndet, vilket resulterade i 107 mm fältkanon modell 1910/30, med ett nytt längre eldrör och ny ammunition. Erövrade ryska pjäser användes av tyskarna i försvaret av Atlantvallen under betecknignen 10,7 cm K352 (r).